# 常磐長孫町
常磐長孫町（じょうばん おさまごまち）は、福島県いわき市にある大字である。郵便番号は972-8315。

## 地理
いわき市中央部の常磐地区に属する。北で常磐西郷町、東で常磐岩ケ岡町、常磐馬玉町、南で泉ケ丘、西で渡辺町泉田とそれぞれ隣接する。概ね町村制施行以前の磐前郡長孫村の流れを汲む地域である。二級水系藤原川水系岩崎川右岸域を主な範囲とする。川沿いの平地に水田が広がり、南北両側の山裾に住宅が建ち並ぶ。南側には山林が広がり、南端部の一部は宅地造成され泉ケ丘として分離された。常磐関船町内に所在するいわき中央警察署常磐分庁舎及び常磐消防署がそれぞれ管轄にあたる。

### 主な字
字
複数の字を持つが、地名の表記に「字」の文字は使用されない。
- 岩崎
- 三反田
- 扇田

- 壱町田
- 大平
- 星谷

### 河川
- 岩崎川（二級水系藤原川水系）

## 歴史
- 1879年1月27日 - 湯長谷藩領長孫村が福島県内における郡区町村制の施行により磐前郡の村となる[4]。
- 1889年4月1日 - 町村制の施行により長孫村が岩ヶ岡村、下船尾村、馬玉村、西郷村、上湯長谷村、下湯長谷村、関船村、水野谷村、藤原村、白鳥村と合併し、磐前郡磐崎村が成立する。旧長孫村域は磐崎村の大字となる[4]。
- 1896年4月1日 - 磐前郡と周辺郡との合併により石城郡が発足し、石城郡磐崎村となる[4]。
- 1954年3月31日 - 磐崎村が湯本町と合併し常磐市が成立し、常磐市の大字となる[4]。
- 1966年10月1日 - 常磐市が平市・勿来市・内郷市・磐城市、石城郡小川町・遠野町・四倉町・川前村・田人村・好間村・三和村、双葉郡久之浜町・大久村と合併しいわき市となり、いわき市常磐地区の大字となる[4]。

## 世帯数と人口
2023年10月31日現在の世帯数と人口は以下の通りである。
| 大字       | 世帯数 | 人口  |
| ---------- | ------ | ----- |
| 常磐長孫町 | 47世帯 | 190人 |

## 小・中学校の学区
市立小・中学校に通う場合、学区は以下の通りとなる。
| 番地 | 小学校               | 中学校               |
| ---- | -------------------- | -------------------- |
| 全域 | いわき市立磐崎小学校 | いわき市立磐崎中学校 |

## 交通

### 道路
- 一級市道馬玉下湯長谷線
- 一級市道沖長孫線

## 施設
- 介護老人保健施設 うらら苑
- 長宗寺
- 八幡神社